# 保罗·塞尚
保羅·塞尚（法語：Paul Cézanne，1839年1月19日—1906年10月22日），法国后印象派畫家，風格介於印象派到立體主義畫派之間。他的作品为19世紀的藝術觀念轉換到20世紀的藝術風格奠定基礎，被亨利·馬蒂斯与巴勃羅·畢卡索誉为“我们所有人的父亲”。塞尚使用的繪畫方式，以及他認為自然界所有物品皆可由圓柱，球體與椎體等三種結構組成的藝術主張，深刻影響並革新了20世紀美術，尤其是1895年首次個人展和1907年作品的官方回顧展。

## 生平

### 早期

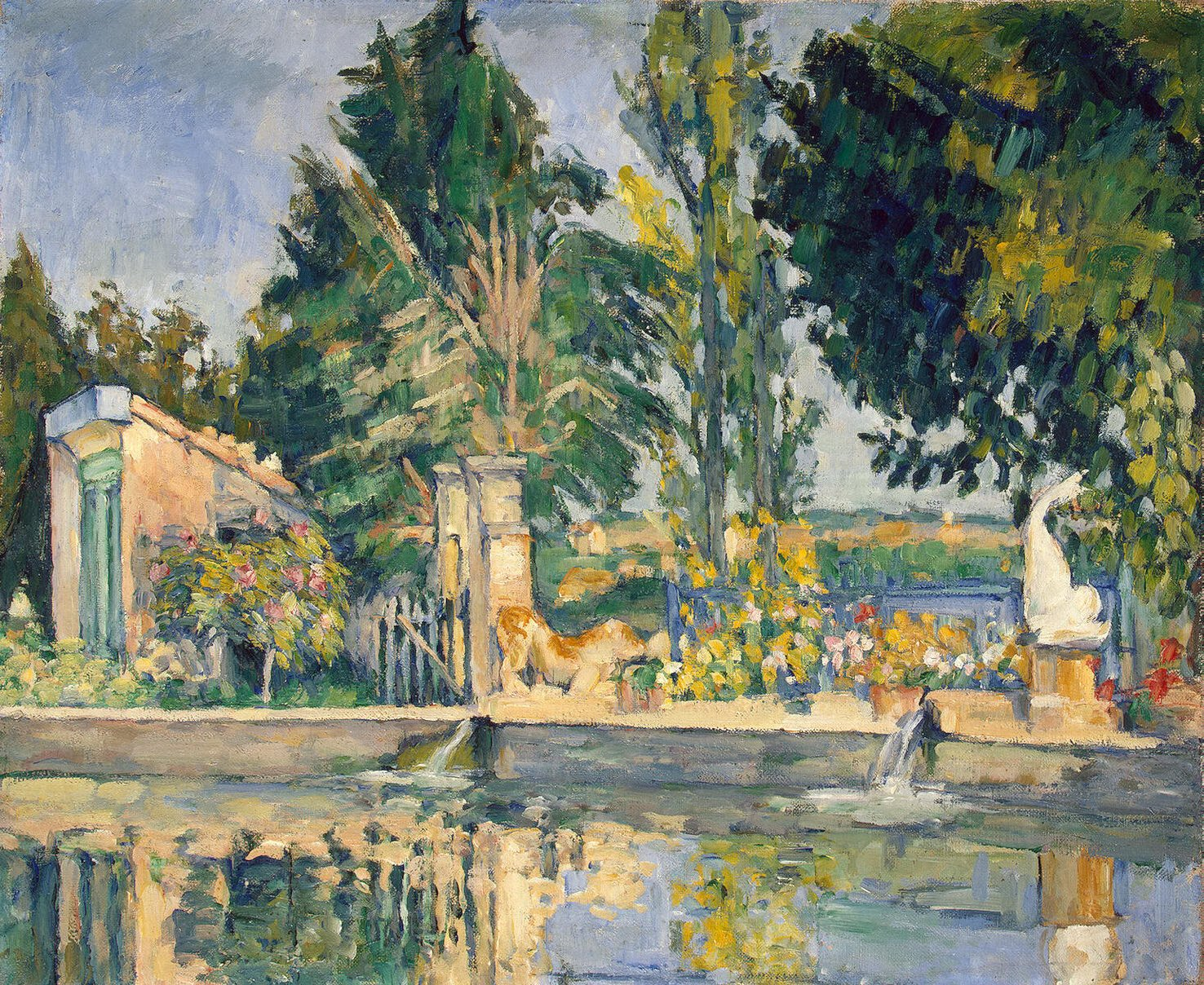
《Jas de bouffan》，繪於1876年

塞尚這個姓氏來自於法國切薩納的小城鎮，被認為是來源自於義大利。保羅·塞尚於1839年1月19日出生在普羅旺斯地區艾克斯，普羅旺斯南部。2月22日，保羅在教區教堂受洗，他的祖母和叔叔路易成為他的教父教母。他的父親路易·奧古斯特·塞尚（1798年7月28日- 1886年10月23日）是一間蓬勃發展的銀行創辦人，所以保羅·塞尚的生活不虞匱乏，與同時代的大多數畫家大相徑庭，他最終獲得一大筆遺產。
另一方面，他的母親安妮·伊麗莎白·霍諾奧貝爾（1814年9月24日- 1897年10月25日）個性“活潑浪漫，但是積極進取。”保羅從她那裏得到學習到對於生活的憧憬。他有兩個妹妹－瑪麗與羅斯，他們每天都就讀同一所小學。

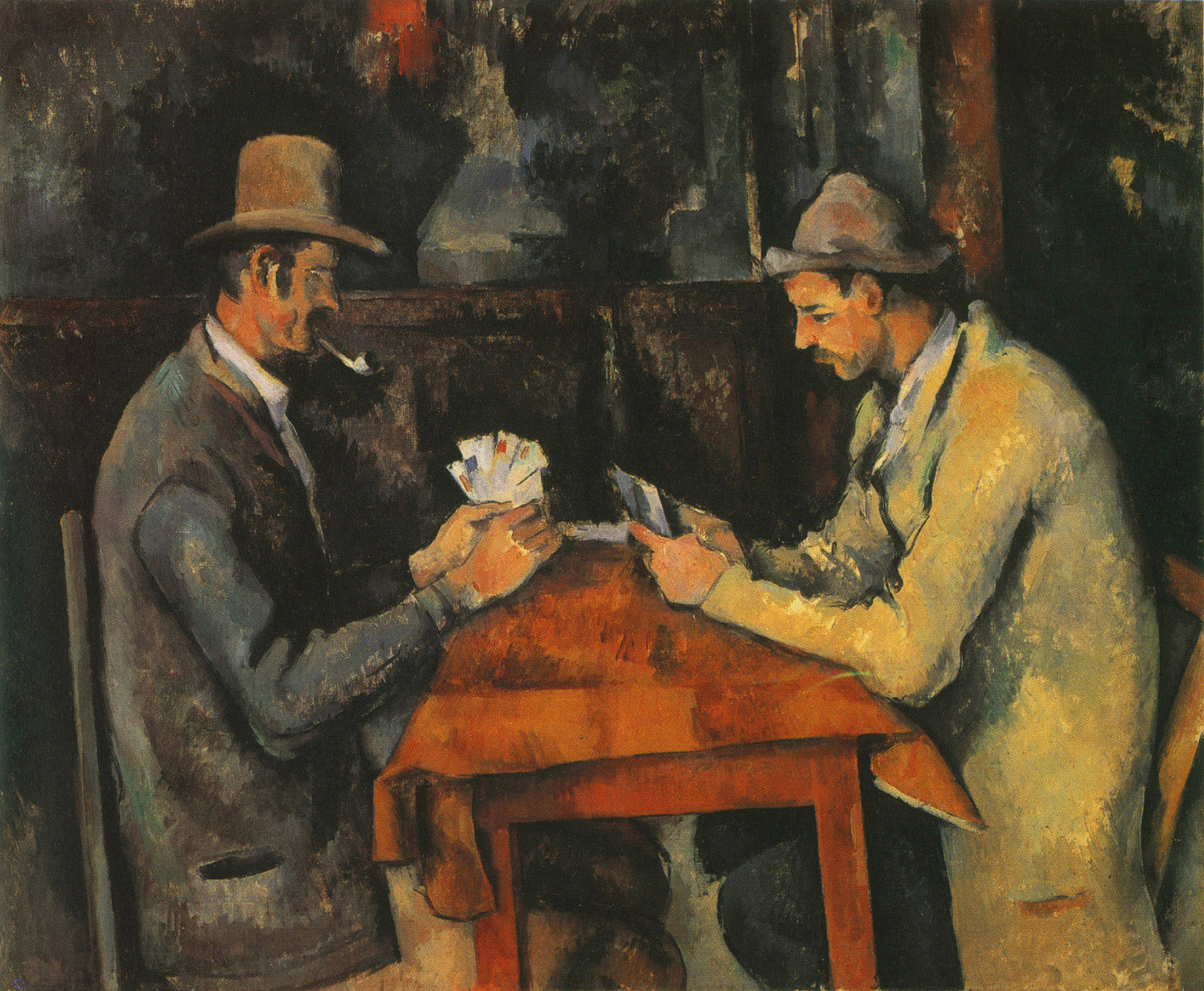
《玩紙牌的人》，繪於1892年

保羅10歲時進入普羅旺斯地區聖若瑟學校，他在那裡學習繪畫，師從西班牙僧侶約瑟夫·吉伯特。1852年，塞尚進入波旁大學，他在那裡認識左拉。左拉被同學欺侮時，塞尙站出來護衛他，由此展開了四十年的友誼。當時還有另一位同學巴蒂斯坦·巴耶也是塞尙的友伴，巴耶、塞尙和左拉三人成了心腹之交。。他住在這裡六年之久，雖然在最後兩年中，他是一個日校生。從1858年至1861年間，塞尚遵從父親的意願，就讀艾克斯大學的法律院，同時也接收繪畫訓練。
因為父親反對他朝向藝術發展，所以他於1861年離開艾克斯前往巴黎。左拉大力鼓勵他做出這個決定，當時他已經在首都生活一段時間。最終，他的父親與塞尚妥協，支持他的職業選擇。塞尚後來從父親那裡收到了22萬法郎（218,363.62），擺脫所有經濟的憂慮。

### 巴黎時期

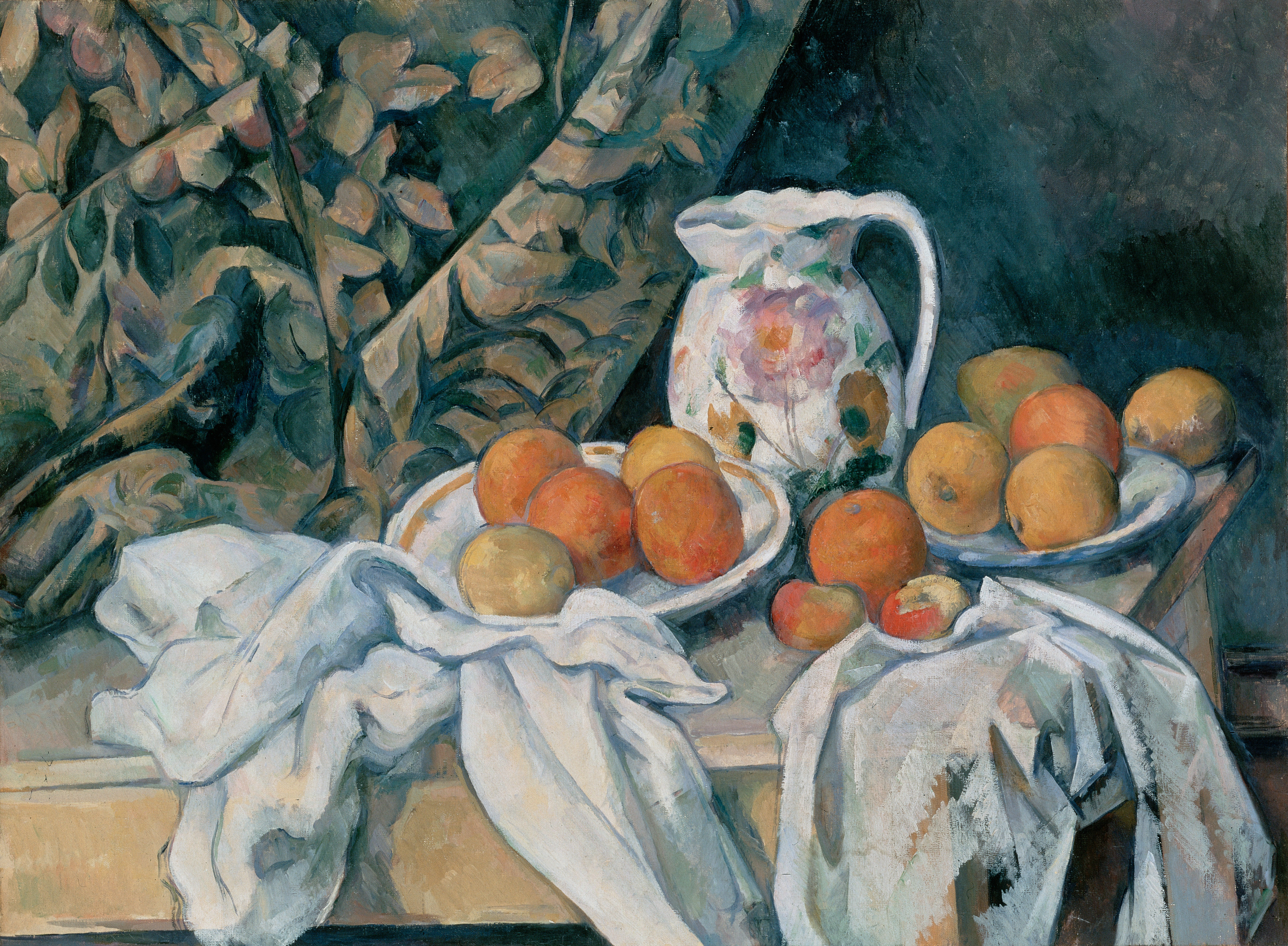
《靜物與窗簾》，繪於1895年

塞尚在巴黎認識了印象派畫家畢沙羅 。19世紀60年代中期，畢沙羅和塞尚成為師傅和徒弟的關係，畢沙羅對於年輕藝術家產生許多影響力。在接下來的十年內，他們在蓬图瓦兹、卢沃谢讷等地一起創作山水畫。
塞尚的早期作品往往關注景觀中的人物，包括許多大型、富有想像力的風景畫。後來在他的職業生涯中，他對於直接觀察更感興趣，並逐步形成充滿光與空氣的繪畫風格。

### 展覽
塞尚的繪畫在1863年的落選者沙龍首次展出，該展覽展出作品因為不被評審員接受，無法正式在巴黎沙龍中展出。1864至1869年之間，巴黎沙龍拒絕了塞尚的展覽申請。他繼續提交作品展覽申請直到1882年。在1882年，他的作品《Portrait of Louis-Auguste Cézanne, Father of the Artist, reading 'l'Evénement',》終於獲得展出，這是他第一次，也是最後一次在巴黎沙龍中展出。
塞尚在1895年之前，曾兩次與印象派畫家展出，第一次是1874年印象派畫展，第二次則是1877年第三次印象派畫展。兩次展覽都給予先鋒畫家（例如馬蒂斯和畢加索）留下極大的震撼。在以後的數十年裡，一些個人畫作在不同的場地展出。直到1895年，在畫商安布鲁瓦斯·沃拉尔的協助下，他完成第一次個人展覽時。儘管獲得越來越多的矚目，也擁有經濟上的成功，但是塞尚選擇提高藝術疏離性，通常在法國南部普羅旺斯創作，遠離巴黎地區。
他的作品集中在幾個主題上，同樣精通這些類型，包含靜物、人像、風景和游泳客。雖然宗教形象較少出現在塞尚之後的作品中，他仍然是一個虔誠的羅馬天主教徒，「我拿我的畫來判斷藝術，把一棵樹或一朵花視為神所創造的物體。如果它們互相衝突，它就不是藝術。」

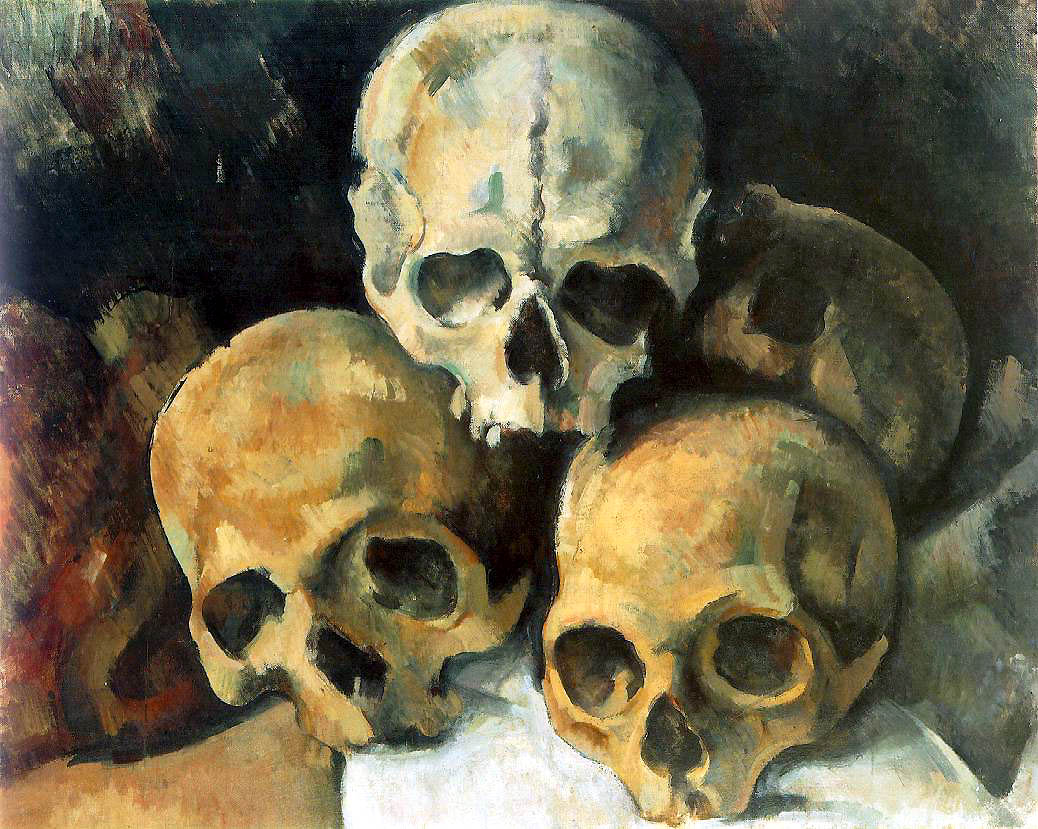
《頭骨金字塔》，繪於1902年

塞尚的繪畫並未深受艾克斯廣大資產階級的喜愛。1903年，政治家亨利·羅什福爾參觀了保羅·塞尚拍賣的畫作，後來成為左拉的財產。他後來於1903年3月9日在《L'Intransigeant》刊登一篇題為“醜陋的愛”的批評文章。羅什福爾描述觀眾看到“超印象派的塞尚”的畫作時，會如何放聲大笑。

### 逝世
有一天，塞尚在田野工作時遇到風暴。工作兩小時後，下了一場傾盆大雨，所以他決定回家，但是在路上暈倒了。塞尚被路過的司機帶回家，他的老管家搓著塞尚的胳膊和腿來恢復血液循環，他就清醒過來。在接下來的一天中，他打算繼續工作，但是後來昏了過去。他因此躺在床上，於幾天之後去世（1906年10月22日）。他死於肺炎，被安葬在他心愛的家鄉普羅旺斯地區艾克斯的舊墓地。

## 風格
塞尚认为“线是不存在的，明暗也不存在，只存在色彩之间的对比。物象的体积是从色调准确的相互关系中表现出来”。他的作品大都是他自己艺术思想的体现，表现出结实的几何体感，忽略物体的质感及造型的准确性，强调厚重、沉稳的体积感，物体之间的整体关系。有时候甚至为了寻求各种关系的和谐而放弃个体的独立和真实性。
塞尚认为：“画画并不意味着盲目地去复制现实，它意味着寻求各种关系的和谐。”从塞尚开始，西方画家从追求真实地描画自然，开始转向表现自我，并开始出现形形色色的形式主义流派，形成现代绘画的潮流。
塞尚这种追求形式美感的艺术方法，为后来出现的现代油畫流派提供了引导，所以，其晚年为许多热衷于现代艺术的画家们所推崇，并尊称他为“現代繪畫之父”。
由於他的小屋可以望見整座聖維克多山，因此他曾為此山畫過幾十幅《聖維克多山》的油畫作品。他的每一幅圣维克多山都有变化和进步，虽然这些作品的色彩种类并不丰富，但其色阶变化非常多，画面非常和谐。當塞尚面對一個風景主題，透過不同視覺角度的觀察來重新分析形體與色彩兩大要素間的結構關係，瓦解了400多年來一成不變的透視學法則，而賦予繪畫更多元的思考和辯證，為立體主義和抽象藝術的發展奠定了基礎。

## 畫作

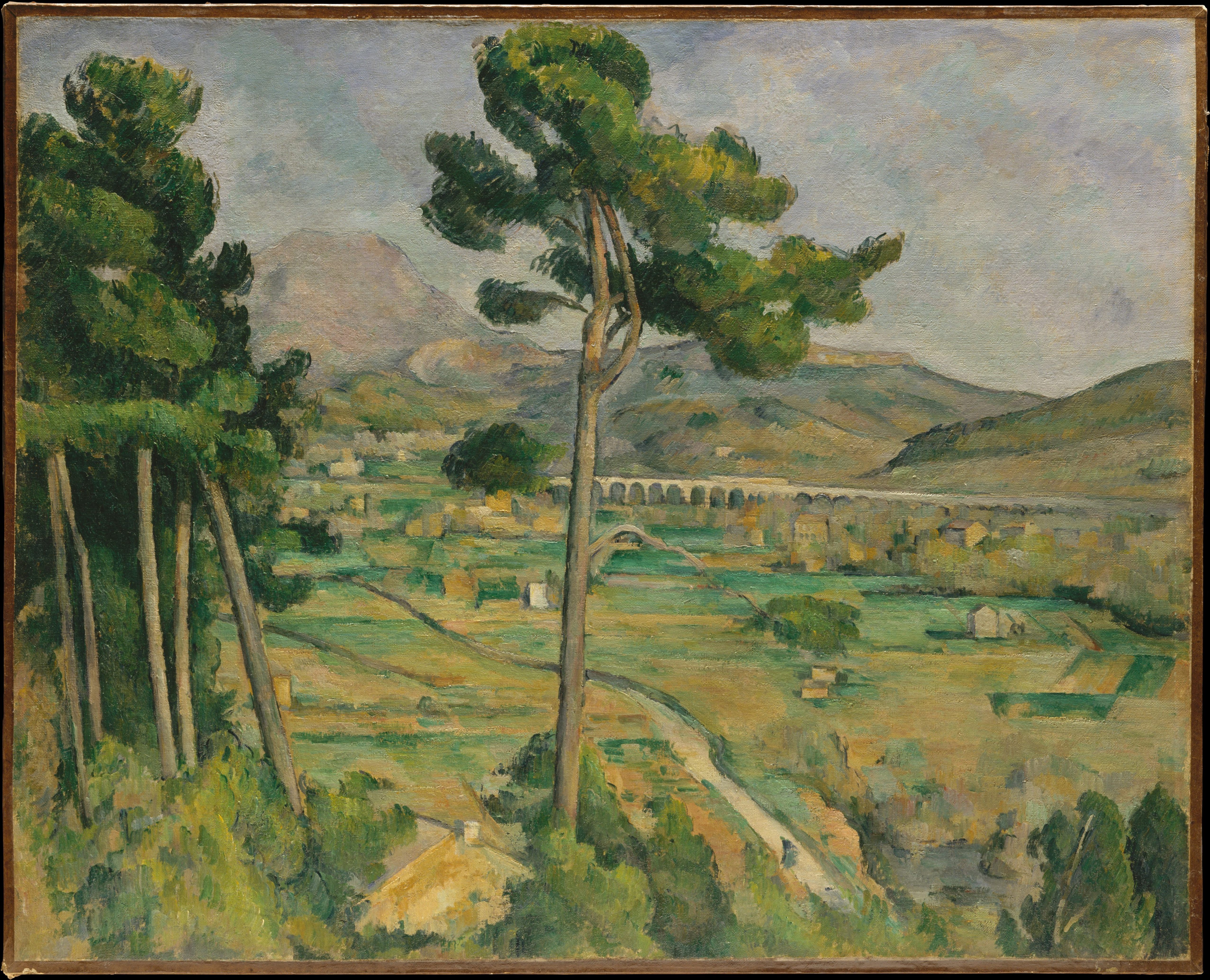
《聖維克多山》，1882年-1885年，收藏於大都會美術館
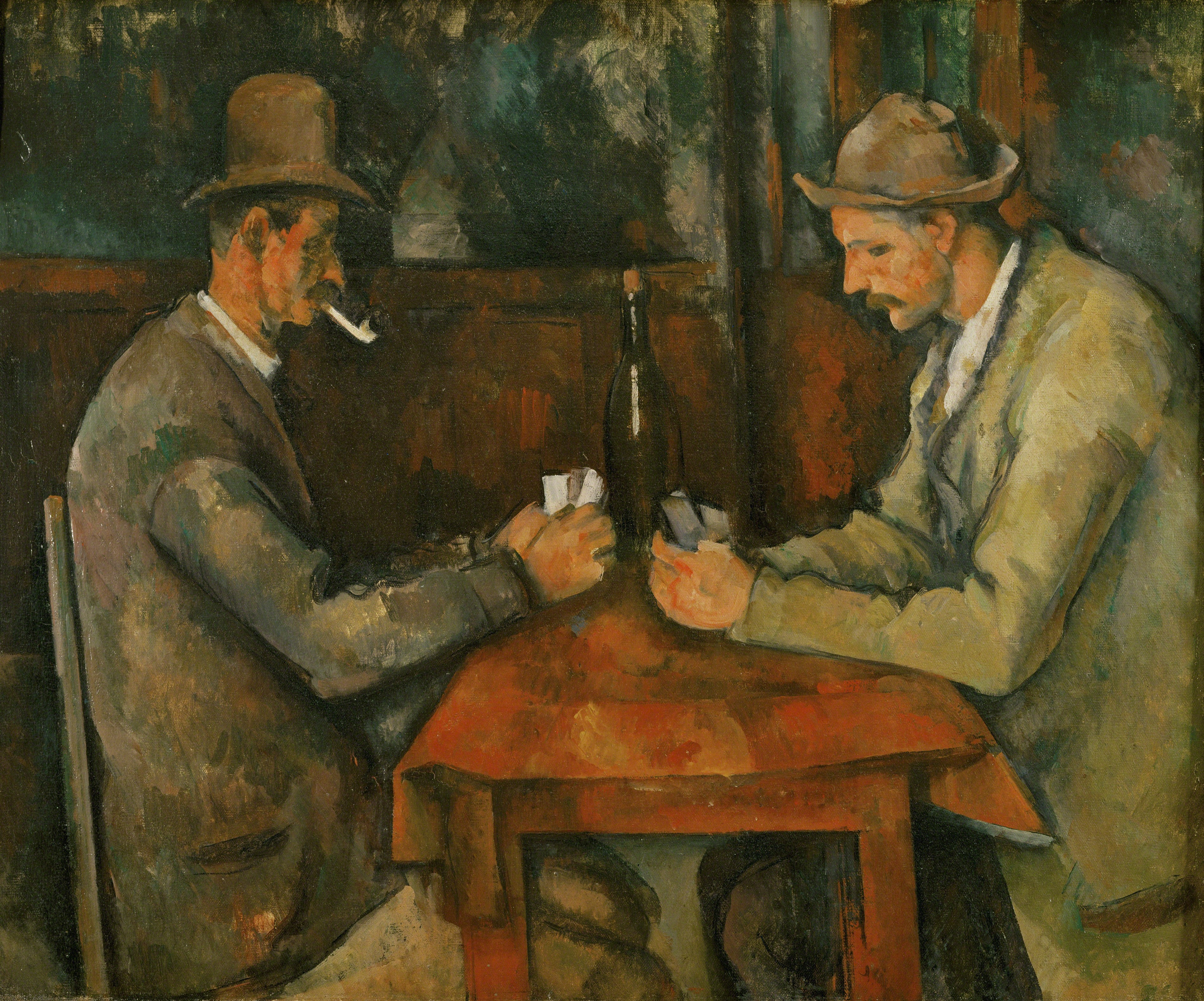
《玩纸牌的人》，1890年-1892年，收藏於奧塞美術館

## 代表作品
- 《静物》
- 《玩纸牌的人》
- 《聖維克多山》
- 《穿紅背心的少年》
- 《穿紅衣的塞尚夫人肖像》

## 相關文獻
- Brion, Marcel. . Thames and Hudson. 1974. ISBN 0-500-86004-1.
- Chun, Young-Paik. . Griselda Pollock (ed.)  (编). . Routledge. 2006. ISBN 1-4051-3461-5.
- Cézanne, Paul; John Rewald, Emile Zola, and Marguerite Kay. . B. Cassirer. 1941. ISBN 0-87817-276-9. OCLC 1196743.
- Gowing, Lawrence; Adriani, Götz; Krumrine, Mary Louise; Lewis, Mary Tompkins; Patin, Sylvie; Rewald, John. . Harry N. Abrams. 1988.
- Lehrer, Jonah. . Jonah Lehrer  (编). . Houghton Mifflin Harcourt. 2007. ISBN 0-618-62010-9.
- Klingsor, Tristan. . Paris: Rieder. 1923.
- Lindsay, Jack. . United States: New York Graphic Society. 1969. ISBN 0-8212-0340-1. OCLC 18027.
- Machotka, Pavel. . United States: Yale University Press. 1996. ISBN 0-300-06701-1. OCLC 34558348.
- Pissarro, Joachim. . The Museum of Modern Art. 2005. ISBN 0-87070-184-3.
- Vollard, Ambroise. . England: Courier Dover Publications. 1984. ISBN 0-486-24729-5. OCLC 10725645.
- Hoog, Michel. . 發現之旅. 38. 林志明/譯. 臺北: 時報文化. 1997  [2017-12-18]. ISBN 978-957-13-2240-7. （原始内容存档于2020-10-17）.

## 外部連結
- （英文）Paul Cézanne: Full list works
- Artworks video
- Biography, Style and Artworks （页面存档备份，存于）
- National Gallery of Art, Cézanne in Provence
- Cézanne at the WebMuseum （页面存档备份，存于）
- Paul Cezanne studio
- The Murder c. 1867
- École Spéciale de dessin Cézanne's earliest works, from his time as a pupil at the art school of Aix-en-Provence (1859) （法文）
- Map of Jas de Bouffan
- smARThistory: Still Life with Apples, 1895–1898（页面存档备份，存于）
- www.paul-cezanne.org （页面存档备份，存于） – Nearly 500 images of works by Paul Cézanne
- Union List of Artist Names, Getty Vocabularies. （页面存档备份，存于） ULAN Full Record Display for Paul Cézanne. Getty Vocabulary Program, Getty Research Institute. Los Angeles, California.
- Paul Cézanne （页面存档备份，存于）
- Grafico Topico's Sue Smith reviews "Classic Cezanne" The art of Paul Cezanne – Art Gallery of NSW 1998  （页面存档备份，存于）